# Homothetie (meetkunde)

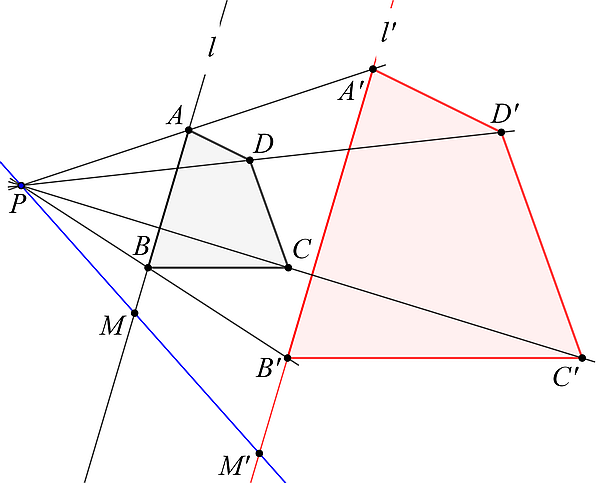
Voorbeeld van een homothetie: gelijkstandige vierhoeken op basis van die homothetie

In de euclidische meetkunde is een homothetie, van het Oudgriekse ὃμος, hómos, gelijk en τίθημι, tithèmi, plaatsen, of vermenigvuldiging  een afbeelding die vanuit een vast punt, het centrum van de vermenigvuldiging, alle afstanden in een vaste verhouding verandert. Die verhouding mag zowel positief als negatief zijn.  Het origineel en het beeld, ook wel produktfiguur, heten gelijkstandige figuren. Gelijkstandige figuren zijn gelijkvormig.
De definitie van verschalen is ruimer dan die van het uitvoeren van een homothetie.
Een homothetie beeldt bijvoorbeeld elke rechte lijn af op een daarmee evenwijdige rechte lijn. Gelijkvormige figuren, die ten opzichte van elkaar iets geroteerd liggen, kunnen niet met een homothetie in elkaar worden overgevoerd.

## Definitie
Een vermenigvuldiging ten opzichte van een (reëel) punt {\displaystyle P} met (schaal)factor {\displaystyle \lambda \neq 0} is een afbeelding waarbij het punt {\displaystyle M} af op het punt {\displaystyle M'} wordt afgebeeld, die aan de volgende voorwaarden voldoet:
- {\displaystyle M'} ligt op de lijn {\displaystyle MP} en
- {\displaystyle PM'=\lambda \cdot PM}, waarbij het teken van {\displaystyle \lambda } aangeeft of {\displaystyle M} en {\displaystyle M'} aan dezelfde kant van {\displaystyle P} ({\displaystyle \lambda >0}) of aan de andere kant van {\displaystyle P} ({\displaystyle \lambda <0}) ligt.

Een gevolg is dat {\displaystyle P} op zichzelf wordt afgebeeld.

## Eigenschappen

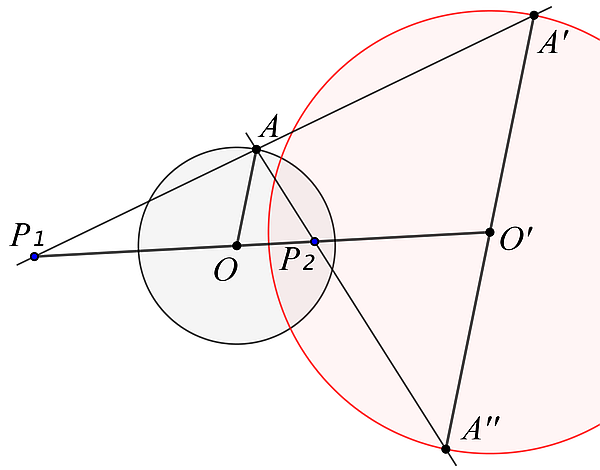
Gelijkvormigheidscentra en bij twee cirkels

- Het beeld van een homothetie en het origineel heten gelijkvormig. Dit volgt uit de gelijkstandigheid van beide figuren.
- Een homothetie beeldt een veelhoek af op een veelhoek waarvan de zijden evenwijdig zijn met die van het origineel.
- Zijn van twee gelijkvormige veelhoeken de zijden evenwijdig, dan is er een homothetie die de ene veelhoek op de andere afbeeldt. Het punt {\displaystyle P} wordt dan het gelijkvormigheidscentrum van beide figuren genoemd. Voor twee gelijkvormige puntsymmetrische veelhoeken met evenwijdige zijden of voor twee cirkels bestaan in bepaalde gevallen twee homothetieën. In die gevallen bestaan er dus ook twee gelijkvormigheidscentra. De punten {\displaystyle P_{1}} en {\displaystyle P_{2}} zijn in het voorbeeld in figuur de gelijkvormigheidscentra.
- Een homothetie met factor {\displaystyle \lambda } beeldt een veelhoek met oppervlakte {\displaystyle S} af op een veelhoek met oppervlakte {\displaystyle \lambda ^{2}S}.